# Bushnell (Nebraska)
Bushnell è un comune degli Stati Uniti d'America, situato nello Stato del Nebraska, nella Contea di Kimball.